# Wereldkampioenschap voetbal 1982 (Groep D) Tsjecho-Slowakije - Koeweit
Het duel tussen Tsjecho-Slowakije en Koeweit was voor beide landen de eerste wedstrijd bij het WK voetbal 1982 in Spanje. Het duel uit groep D werd gespeeld op donderdag 17 juni 1982 (aanvangstijdstip 17:15 uur lokale tijd) in het Estadio José Zorrilla in Valladolid. Groepsfavoriet Engeland had een dag eerder in dezelfde groep met 3-1 gewonnen van Frankrijk.
Het was de eerste ontmoeting ooit tussen beide landen. Het duel, bijgewoond door 25.000 toeschouwers, stond onder leiding van scheidsrechter Benjamin Dwomoh uit Ghana, die werd geassisteerd door lijnrechters Rómulo Méndez (Guatemala) en Bob Valentine (Schotland). WK-debutant Koeweit wist het hoger aangeslagen Tsjecho-Slowakije verrassend op 1-1 te houden.

## Wedstrijdgegevens
| Tsjecho-Slowakije | 1 – 1        | Koeweit |
| Antonín Panenka 21' (pen.) | goals        | 57' Faisal Al-Dakhil |
| Jozef Vengloš | bondscoach   | Carlos Alberto Parreira |
| |              | |
| Zdeněk Hruška Jozef Barmoš Tomáš Kříž 63' Jan Fiala Jozef Kukučka Ladislav Jurkemik Jan Berger Antonín Panenka Petr Janečka 69' Zdeněk Nehoda Ladislav Vizek | opstellingen | Ahmad Al-Tarabulsi Naim Fajah Walid Al-Mubarak Mahmoud Mubarak Saad Al-Hutti Abdulaziz Al-Balushi Abdulaziz Al-Anbari Abdullah Mayuf 57' Mohamed Karam Jasem Sultan Faisal Al-Dakhil |
| Přemysl Bičovský 63' Vlastimil Petržela 69' | wissels      | 57' Fathi Matar |
| |              | |
| | gele kaarten | |
| | rode kaarten | |

## Overzicht van wedstrijden
| Eerste ronde | | |
| Groep A | Groep B | Groep C |
| Italië – Polen Kameroen – Peru Italië – Peru Kameroen – Polen Polen – Peru Italië – Kameroen                                                       | West-Duitsland – Algerije Chili – Oostenrijk West-Duitsland – Chili Oostenrijk – Algerije Algerije – Chili West-Duitsland – Oostenrijk    | Argentinië – België Hongarije – El Salvador Argentinië – Hongarije België – El Salvador België – Hongarije Argentinië – El Salvador                |
| Groep D | Groep E | Groep F |
| Engeland – Frankrijk Tsjecho-Slowakije – Koeweit Engeland – Tsjecho-Slowakije Frankrijk – Koeweit Frankrijk – Tsjecho-Slowakije Engeland – Koeweit | Spanje – Honduras Joegoslavië – Noord-Ierland Spanje – Joegoslavië Honduras – Noord-Ierland Honduras – Joegoslavië Spanje – Noord-Ierland | Brazilië – Sovjet-Unie Schotland – Nieuw-Zeeland Brazilië – Schotland Sovjet-Unie – Nieuw-Zeeland Sovjet-Unie – Schotland Brazilië – Nieuw-Zeeland |

| Tweede ronde                                            |                                                                     |                                                             |                                                                             |
| Groep 1                                                 | Groep 2                                                             | Groep 3                                                     | Groep 4                                                                     |
| België – Polen België – Sovjet-Unie Polen – Sovjet-Unie | Engeland – West-Duitsland West-Duitsland – Spanje Engeland – Spanje | Italië – Argentinië Brazilië – Argentinië Italië – Brazilië | Frankrijk – Oostenrijk Oostenrijk – Noord-Ierland Noord-Ierland – Frankrijk |
| Halve finales                                           |                                                                     |                                                             |                                                                             |
| Polen – Italië                                          | Polen – Italië                                                      | West-Duitsland – Frankrijk                                  | West-Duitsland – Frankrijk                                                  |
| Troostfinale                                            |                                                                     |                                                             |                                                                             |
| Frankrijk – Polen                                       |                                                                     |                                                             |                                                                             |
| Finale                                                  |                                                                     |                                                             |                                                                             |
| Italië – West-Duitsland                                 |                                                                     |                                                             |                                                                             |